# Hardyskive
Hardyskiver er store gummiskiver, der indskydes mellem to aksler for at modvirke spændinger.
Ofte ses hardyskiver på flangerne på henholdsvis kardanaksel og gearkasseakslen, samt mellem kardanaksel og differentialets spidshjulsaksel, for at undgå spændinger ved forbindelse mellem to stålaksler. Hardyskiverne modvirker spændinger ved kardanakslen eller drivakslerne, når motorens kræfter overføres til de drivende hjul.
Hardyskiver ses også i ældre bilers styretøj, hvor de sidder i ratstammen for blandt andet at sikre at denne falder fra hinanden ved sammenstød i stedet for at blive presset mod (eller gennem) bilens fører.
| Maskiner | Spire Denne artikel om maskiner, maskindele og apparater er en spire som bør udbygges. Du er velkommen til at hjælpe Wikipedia ved at udvide den. |

|  | Denne artikel om noget teknisk eller videnskabeligt kan blive bedre, hvis der indsættes et (bedre) billede. Du kan hjælpe ved at afsøge Wikimedia Commons for et passende billede eller lægge et op på Wikimedia Commons med en af de tilladte licenser og indsætte det i artiklen. |